# Puchar Europy w Biegu na 10 000 metrów 2023
26. Puchar Europy w Biegu na 10 000 metrów – zawody lekkoatletyczne, które odbyły się 3 czerwca 2023 w Pacé.

## Rezultaty

### Mężczyźni
| Konkurencja   | 1. miejsce          | Rezultat            | 2. miejsce      | Rezultat            | 3. miejsce | Rezultat            |
| ------------- | ------------------- | ------------------- | --------------- | ------------------- | ---------- | ------------------- |
| Indywidualnie | Yemaneberhan Crippa | 28:03,83            | Tadesse Getahon | 28:09,48            | Ilias Fifa | 28:12,62            |
| Drużynowo     | Izrael              | 1:25:01,92 (16 pkt) | Włochy          | 1:25:10,56 (23 pkt) | Francja    | 1:25:26,15 (27 pkt) |

### Kobiety
| Konkurencja   | 1. miejsce | Rezultat            | 2. miejsce       | Rezultat            | 3. miejsce     | Rezultat            |
| ------------- | ---------- | ------------------- | ---------------- | ------------------- | -------------- | ------------------- |
| Indywidualnie | Alina Reh  | 32:15,47            | Wałerija Zinenko | 32:29,81            | Domenika Mayer | 32:35,95            |
| Drużynowo     | Niemcy     | 1:37:40,69 (12 pkt) | Hiszpania        | 1:38:50,68 (32 pkt) | Ukraina        | 1:39:03,17 (34 pkt) |